# Parcijalni pritisak
Parcijalni pritisak u smeši idealnih gasova u nekom spremniku, je pritisak koji bi gas imao kada bi sam zauzimao isti spremnik. Ukupan pritisak smeše gasova je zbir pojedinih parcijalnih pritisaka svih komponenti u smeši.
Parcijalni pritisak gasa rastvorenog u tečnosti je jednak parcijalnom pritisku gasa, koji bi on stvorio u gasnom obliku, u ravnoteži sa tečnošću, jednake temperature. Parcijalni pritisak nekog gasa je mera termodinamičke aktivnosti gasnih molekula. Gasovi će uvek ići iz područja višeg parcijalnog pritisaka u niži, i što je veća razlika, to će protok biti veći. Gasovi koje se mešaju će delovati prema njihovim parcijalnim pritiscima.

## Daltonov zakon parcijalnih pritisaka
Daltonov zakon govori o pritiscima pojedinih vrsta gasova u smeši gasova, a glasi: pritisak smeše jednak je zbiru parcijalnih pritisaka gasova koji čine smešu. Parcijalni pritisak određenog gasa u smeši, je onaj pritisak koji bi taj gas imao kada bi sam zauzimao zapreminu, koju zauzima smeša.
Na primer, ako imamo smešu idealnih gasova azota (N2),vodonika (H2) i amonijaka (NH3):
{\displaystyle P=P_{{\mathrm {N} }_{2}}+P_{{\mathrm {H} }_{2}}+P_{{\mathrm {NH} }_{3}}}
| gde je:                                 |                                       |
| {\displaystyle P\,}                     | - ukupan pritisak smeše gasova        |
| {\displaystyle P_{{\mathrm {N} }_{2}}}  | - parcijalni pritisak azota (N2)      |
| {\displaystyle P_{{\mathrm {H} }_{2}}}  | - parcijalni pritisak vodonika (H2)   |
| {\displaystyle P_{{\mathrm {NH} }_{3}}} | - parcijalni pritisak amonijaka (NH3) |

## Idealna smeša gasova
U smeši idealnih gasova, parcijalni pritisci se odnose kao i broj različitih molekula. Molni udeo pojedinog gasa se može izraziti kao i njegov parcijalni pritisak:
{\displaystyle x_{\mathrm {i} }={\frac {P_{\mathrm {i} }}{P}}={\frac {n_{\mathrm {i} }}{n}}}
pa se parcijalni pritisak pojedine komponente može izraziti kao:
{\displaystyle P_{\mathrm {i} }=x_{\mathrm {i} }\cdot P}
| gde je:                          |                                                     |
| {\displaystyle x_{\mathrm {i} }} | - molni udeo pojedinog gasa u smeši gasova          |
| {\displaystyle P_{\mathrm {i} }} | - parcijalni pritisak pojedinog gasa u smeši gasova |
| {\displaystyle n_{\mathrm {i} }} | - broj molova pojedinog gasa u smeši gasova         |
| {\displaystyle n}                | - ukupan broj molova u smeši gasova                 |
| {\displaystyle P}                | - ukupan pritisak smeše gasova                      |

## Pritisak pare
Pritisak pare je parni pritisak u ravnoteži sa ostalim materijama koje su u tečnom ili čvrstom stanju. Ovaj pojam se koristi najviše za opisivanje težnje tečnosti da isparava. To je u stvari mera težnje molekula ili atoma da pobegnu iz tečnosti ili čvrste materije. Tačka ključanja tečnosti pod atmosferskim pritiskom odgovara temperaturi kada je pritisak pare jednak okolnom atmosferskom pritisku i često se naziva normalno vrelište.
Što je viši pritisak pare tečnosti na nekoj temperaturi, to je normalno vrelište tečnosti niže. Na primer, propan ima najviši pritisak pare od svih gasova na dijagramu, a ima i najniže normalno vrelište (-43,7 °C), a to se može videti iz preseka linije propana (ljubičasta linija) sa linijom koja prikazuje pritisak od 1 atm.

## Parcijalni pritisci u gasova za ronjenje
Kod ronilačke opreme udeo nekog pojedinog gasa za ronjenje se izražava parcijalnim pritiscima. Parcijalni pritisak se može izračunati:
parcijalni pritisak = ukupan apsolutni pritisak smeše x udeo zapremine pojedine komponente
Za neki gas "i" vredi:
ppi = P x Fi
Na primer, na 50 metara dubine, apsolutni pritisak je 6 bara (600 kPa) = 1 bar atmosferskog pritisaka + 5 bara pritiska vode, i parcijalni pritisci najvažnijih komponenti vazduha, kiseonik je 21% zapremine i azot je 79% zapremine, su:
ppN2 = 6 bar x 0,79 = 4,7 bar
ppO2 = 6 bar x 0,21 = 1,3 bar
Minimalna donja granica za parcijalni pritisak kiseonika u smeši gasova je 0,16 bara (16 kPa) apsolutnog pritisaka. Hipoksija i iznenadni gubitak svesti postaje problem kada je za parcijalni pritisak kiseonika manji ispod 0,16 bara. Otrovnost kiseonika, koja je povezana sa grčenjem, postaje problem kada je parcijalni pritisak previsok. Američka organizacija NOAA (engl. National Oceanic and Atmospheric Administration) preporučuje maksimalno izlaganje od 45 minuta – ako je parcijalni pritisak kiseonika 1,6 bara (apsolutni pritisak), 120 minuta kod parcijalnog pritisaka kiseonika 1,5 bara, 150 minuta kod parcijalnog pritisaka kiseonika 1,4 bara, 180 minuta kod parcijalnog pritisaka kiseonika 1,3 bara i 210 minuta kod parcijalnog pritisaka kiseonika 1,2 bara.
Narkoza azotom je problem kada je plin za disanje pod visokim pritiskom. Normalno, najveći parcijalni pritisak za azot je 4,5 bara i maksimalna dubina ronjenja 35 metara.